# Гуд Хаус Кіпінг

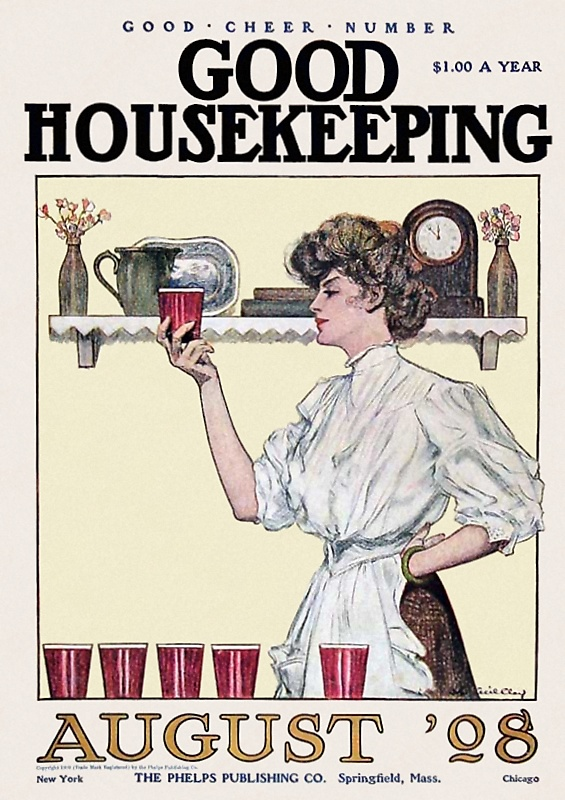

Гуд ХаусКіпінг (англ. Good Housekeeping) — жіночий журнал належить Hearst Corporation, публікує статті про жіночі інтереси, тестування продуктів за допомогою Інституту раціонального господарювання, рецепти, дієти, здоров'я, а також літературні статті. Добре відомо, для «Good Housekeeping Seal», в народі відомий як «Good Housekeeping Знак схвалення».
Журнал був заснований 2 травня 1885 Кларком Брайаном в Голіокі, штат Массачусетс .
Журнал досяг 300000 тиражу до 1911 році, в цей же час був куплений Hearst Corporation. Він перевищів один мільйон в середині 1920-х років, і продовжує рости. Під час Великої депресії і її наслідків, журнал не втратив своєї актуальності. У 1938 році, реклама в журналах впала на 22 відсотків, Good Housekeeping показав операційний прибуток у розмірі $ 2583202, більш ніж в три рази прибуток Херста восьми інших журналів об'єднані [ 3 ] і, ймовірно, самим прибутковим щомісячний свого часу. Тираж очолив 2500000 в 1943 році, 3500000 в середині 1950-х років, 5000000 в 1962 році, і 5500000 за місяць у 1966 році 1959 прибутку були більш ніж $ 11 млн. [ 4 ]
Good Housekeeping є одним з Семи Сестер, група журналів обслуговування жінок.
Hearst Corporation створила британський видання за тією ж схемою в 1922 році.
Відомі письменники, які внесли свій внесок у журналі включають Сомерсета Моем, Едвіна Маркхема, Едну Сент-Вінсент Міллей, Френсіс Паркінсон Кейс, Арчибальда Кронін, Вірджинію Вулф та Івліна Во.

## Інформація про журнал
Концепція журналу Домашний Очаг, зроблена таким чином, що його статті стосуються найактуальніші питання в житті сучасної жінки, про сім'ю, дітей і, звичайно ж, домашнє вогнище. Серед читачок журналу переважають жінки у віці до 45-ти років, жінки які створили сім'ю, завели дітей, жінки які цінують і підтримують сімейні цінності. Кожен номер журналу, крім розгляду нагальних жіночих проблем, пропонує різноманітні конкурси та вікторини з гарантованими призами, завдяки чому, коло потенційних шанувальниць журналу зростає з кожним роком. Журнал активно практикує листування з читачками, що дозволяє обговорити загальні проблеми жіночої частини населення, беручи масову участь у їхньому рішенні. Журнал Домашній Вогнище активно виступае за здоровий і насичений, в культурному плані, спосіб життя, всіляко підтримує те, що життя сучасної жінки повинна обертатися не тільки навколо сімейного вогнища, але і в певних колах, які дозволяють духовно розвиватися і розслаблятися.

## 31 жовтня 2013 року, рішення припинити діяльність в Україні
Один з великих світових медіахолдингів Sanoma Corporation йде з України — компанія закриває Esquire, National Geographic, men's Health, Harper's Bazaar і «Домашнє вогнище». При цьому жіночий журнал Cosmopolitan продовжить роботу, його випуском займеться український підрозділ російської Hearst Shkulev Media. Рішення Sanoma не стало несподіванкою, бо з осені минулого року компанія планувала реорганізувати бізнес у Східній і Центральній Європі. Очевидно, таке рішення викликане погіршенням фінансових показників холдингу Дане рішення було погоджено з усіма акціонерами та партнерами компанії. Випуски за січень 2015 року стануть останніми, які вийдуть друком. Інтернет-сайти припинять свою роботу 31 грудня 2014 року До останнього часу Sanoma займалася розвитком цих видань спільно з американською компанією Hearst. Слід зазначити, що в цьому році холдинг також закрив в Україні журнали Sensa і Casaviva.
Заступник головного редактор National Geographic Україна Дмитро Губенко зазначає, що сьогоднішнє офіційне повідомлення компанії після пошириння інформації про закриття стало неприємною новиною. 

Слід зазначити, що в кінці жовтня 2013 року Sanoma Corporation заявила про плани провести стратегічну переоцінку своїх активів у Східній та Центральній Європі, а також Бельгії, не виключаючи їх продажу. У минулому році виручка Sanoma Corporation на цих територіях скоротилася на 13 %, до 173,5 млн євро, а продажі реклами в друкованих виданнях впала на 18 %, а в сегменті онлайн-медіа залишилися на рівні минулого року. Після зробленої заяви холдинг продав бізнес в Сербії, Чехії, Угорщини, а також штаб-квартиру в Гельсінкі. У минулому році виручка Sanoma Media Ukraine знизився на 12,7 %, до 61,1 млн грн, а EBITDA склала 2,9 млн грн. У той же час, за підсумками цього року, холдинг очікував падіння виручки на 20,8 %, до 48,4 млн грн, а збиток за EBITDA у розмірі 10,9 млн грн.

## Зміни в редакції
Головний редактор журналу «Домашнє вогнище» в 2014 році Марія Виноградова призначена виконуючою обов'язки гендиректора видавничого дому «Фешн Прес», що видає російські версії журналів Cosmopolitan і Esquire. На посаді гендиректора «Фешн Прес» Виноградова змінить Олену Разумову. Виноградова при цьому продовжить очолювати журнал «Домашній очаг». «Фешн Прес» випускає українські версії журналів Cosmopolitan, Harper's Bazaar і Esquire, а також «Популярну механіку», «Домашний очаг», «Смачно і корисно» і Robb Report.